# SuperTuxKart

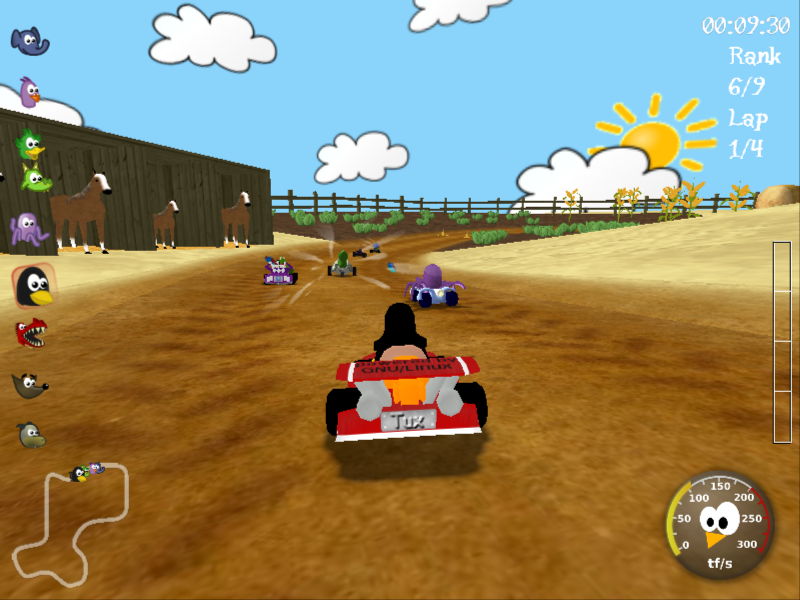
SuperTuxKart Racer

SuperTuxKart é um jogo inspirado no clássico da Nintendo, Mario Kart. É um jogo de corrida em arcade com o mascote da Linux, o Tux. Ele foi originalmente lançado como uma versão aprimorada(fork) de TuxKart, mas com a entrada de novos personagens, acabou evoluindo para uma originalidade. SuperTuxKart é multi-plataforma, rodando em Linux, macOS e sistemas Windows versão XP em diante e também Android, ainda em desenvolvimento.

## Histórico de versões
O jogo é escrito na linguagem C++ e usa o programa OpenAL para os sons. Até a versão 0.7, era utilizado a biblioteca SDL e PLIB, mas nas novas versões, a biblioteca utilizada é o Irrlicht. A partir da versão 0.9 SuperTuxKart roda no novo motor de jogo "Antarctica". A última versão estável é a 0.9.3 e foi lançada em 19 de novembro de 2017.
0.2 - Versão inicial.
0.3 - Lançada em 10 de Julho de 2007. Adiciona suporte para tela cheia, novos carros, IA (inteligência artificial) atualizada, listas de pontuação mais alta, entre outras.
0.4 - Lançada em 5 de Março de 2008. Adiciona um novo carro, novas pistas e IA atualizada. Também adiciona melhor física.
0.5 - Lançada em 1 de Junho de 2008. Adiciona pistas novas/atualizadas. Para desbloqueá-las tem que se completar "desafios".
0.6 - Lançada em 22 de Janeiro de 2009. Adiciona (entre várias pistas e carros novos (as)/atualizados(as) e outras
atualizações) física atualizada com curvas apertadas, "nitro", IA atualizada e efetos sonoros posicionais.
0.7.2 - A partir dessa versão, é possível baixar novas pistas, novas arenas e novos personagens pelo site de complementos do jogo.
0.7.3 - Nessa versão é retirada a âncora, e agora uma bola roxa que atrapalha o vencedor da corrida. Além dessas mudanças, é inserido uma pá verde que permite bater e retirar bombas dos jogadores.
0.9 - SuperTuxKart roda no novo motor de jogo "Antarctica".
Em março de 2017 o SuperTuxKart ganhou sinal verde para ser adicionado à plataforma de jogos Steam.

## Suporte dos controles
O SuperTuxKart suporta Teclados por padrão; Joysticks ou Gamepads de no mínimo 6 botões de ação.

## Recepção
A revista Full Circle Magazine, elegeu SuperTuxKart, como um dos melhores cinco jogos de corrida para o Linux, descrevendo o jogo "para quem está cansado de dirigir no realismo". Já o Linux Journal também elogiou o jogo, dizendo que "o jogo SuperTuxKart é divertido, colorido e imaginativo" e acrescentou "Se você já jogou o original, vai ficar impressionado com a nova versão, que melhorou bastante".

## Versão para dispositivos móveis
SuperTuxKart conta com um aplicativo para smartphones com sistema Android, ainda em desenvolvimento, na loja de aplicativos Google Play.

## Galeria

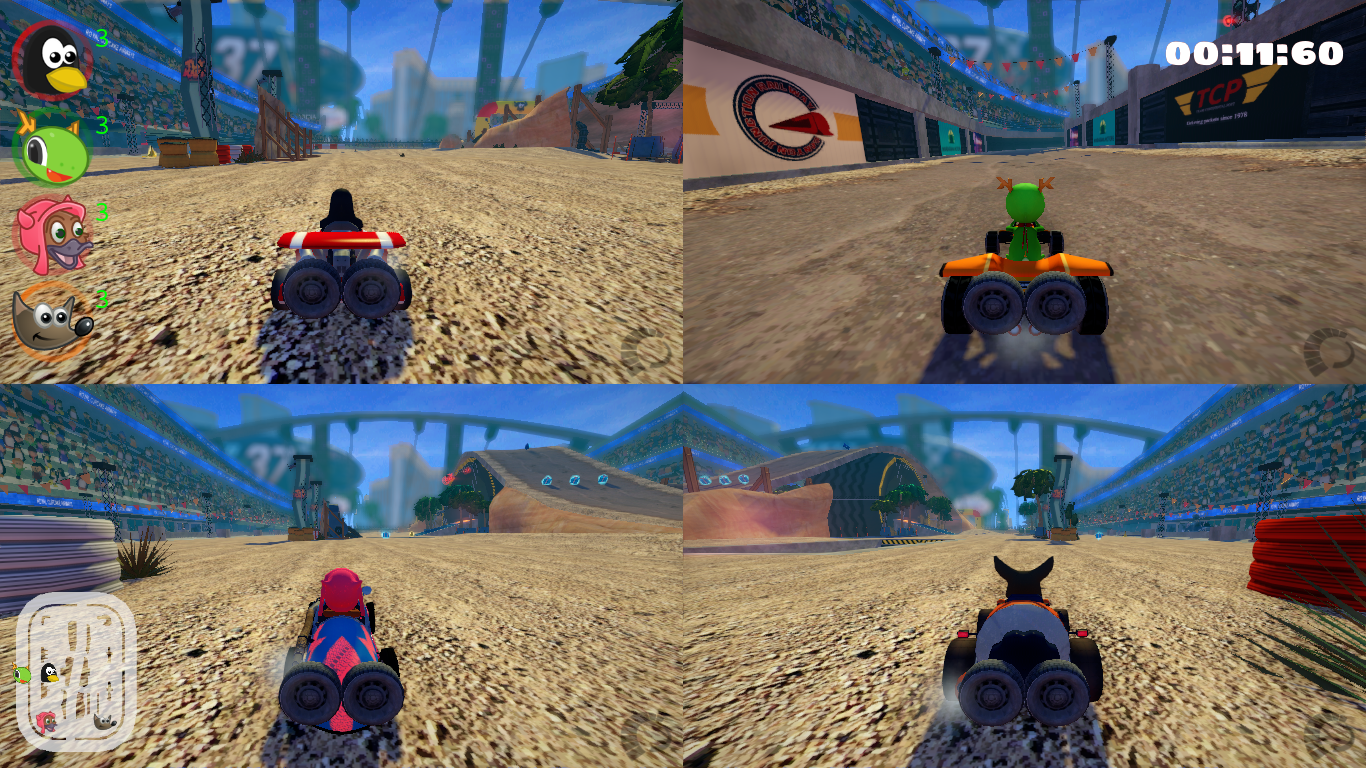
Multiplayer com 4 jogadores no SuperTuxKart 0.9.3
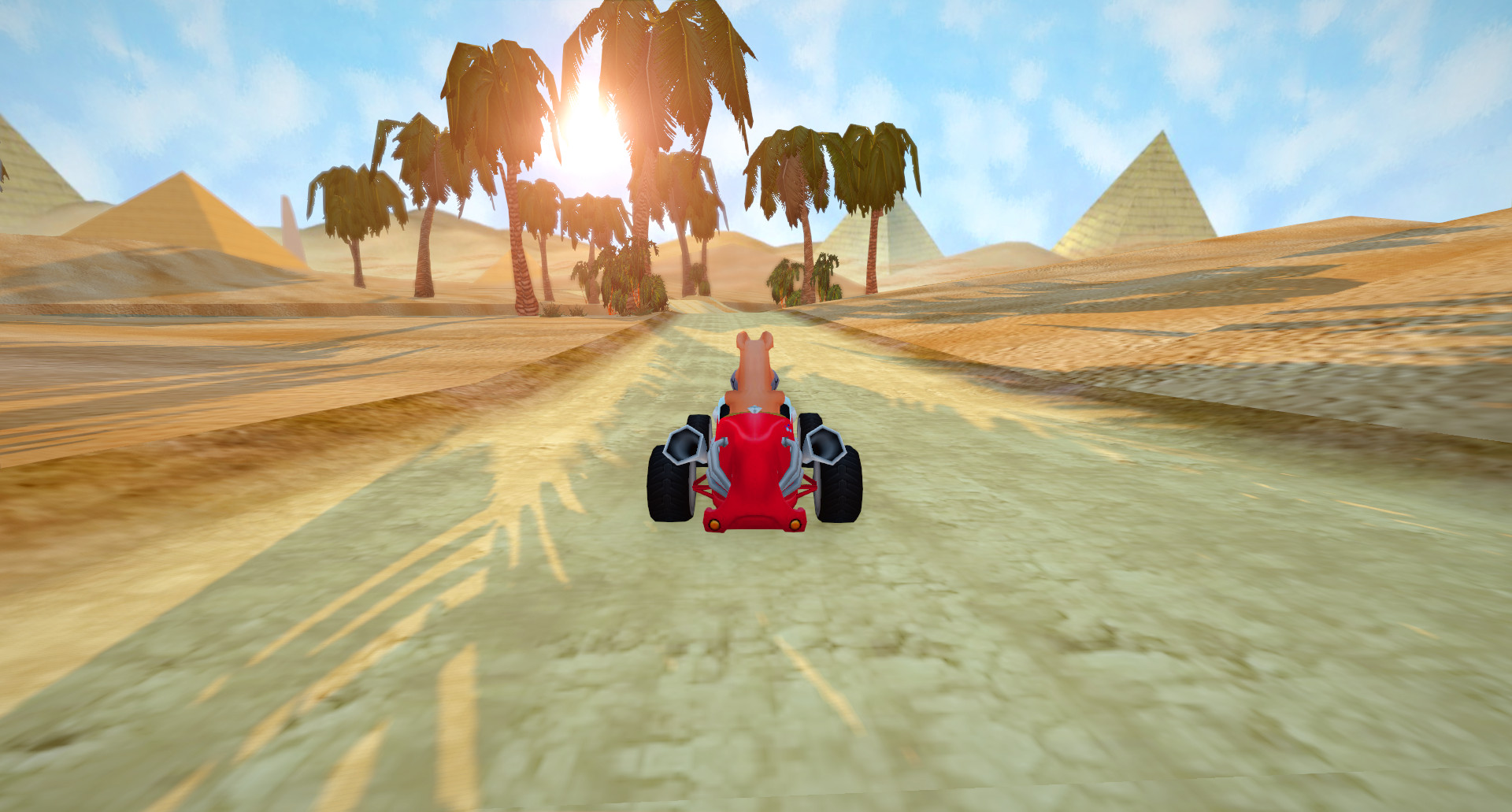
Supertuxkart 0.9
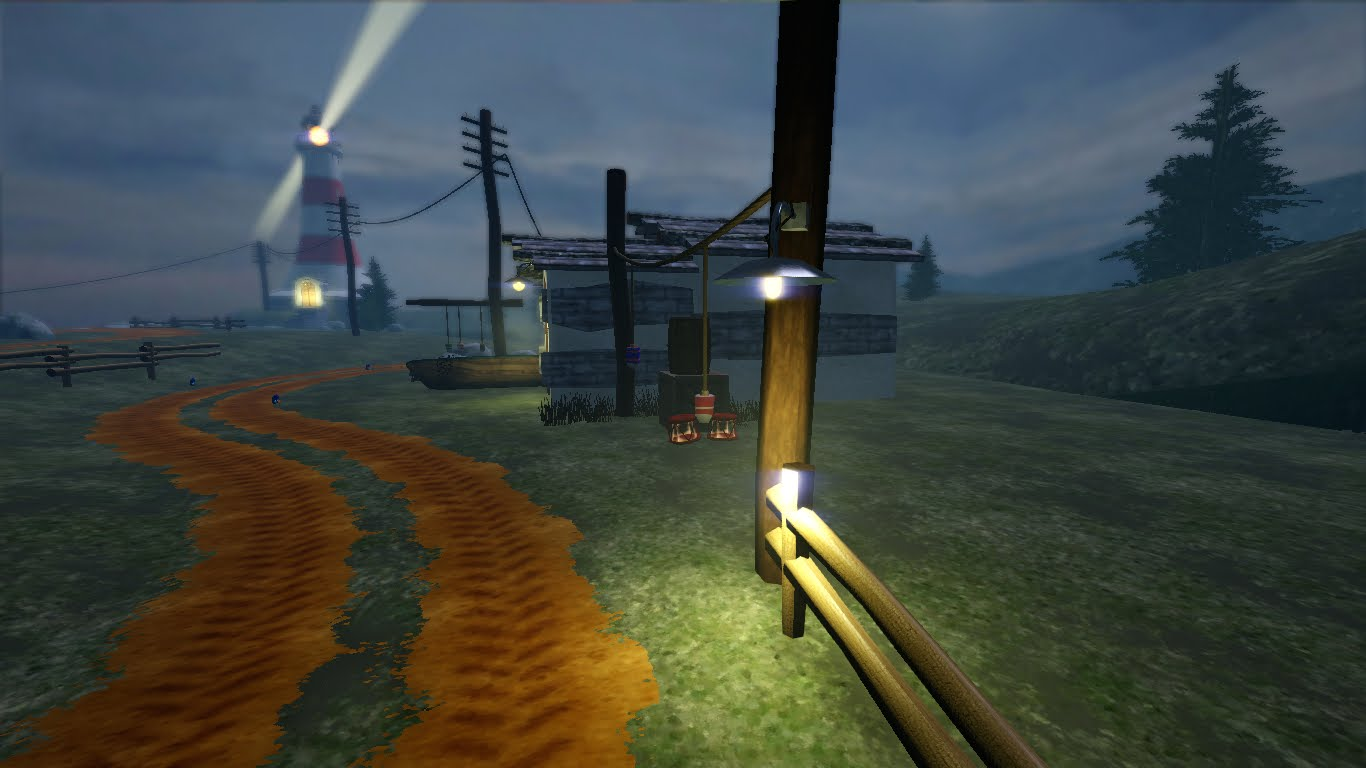
SuperTuxKart 0.9
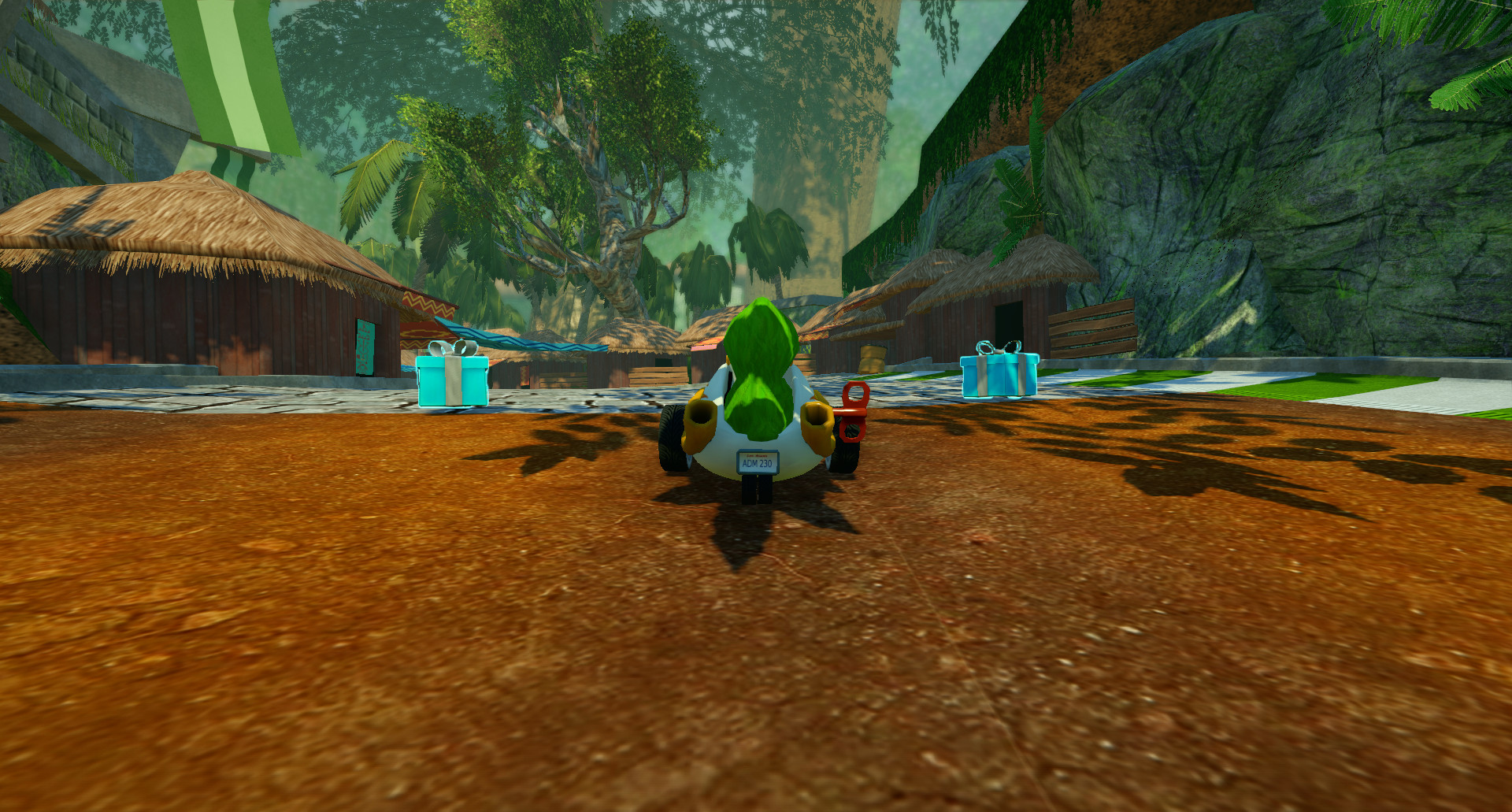
SuperTuxKart 0.9